# Огірочник (страва)
Огірочник — юшка, зварена з солоними огірками. Є однією зі старовинних українських рідких страв, поширена також в Росії та Білорусі. Низка фахівців розглядають огірочник як різновид солянки.

## Історія
Огірочник виник разом з іншими овочевими народними стравами українями (капусняком, борщем, сирівцем). На думку деяких дослідників це сталося ще за часів Київської Русі або Галицько-Волинського князівства. Точно не відома регіон-батьківщина огірочника, оскільки він у Середньовіччя був досить поширеною стравою серед українців скрізь. З часом до нього додавалися нові складові, насамперед картопля.
Власне з Волині та Київщини страва поширилася на північ до земель сучасної Білорусі та Російської Федерації.

## Характеристика
Основу страви складають солені огірки, звідси походить сама назва. Її можуть готувати як пісною, так й на юшці. Найбільш поширеним є саме огірочник, зварений на яловичій юшці. Огірочник може бути гарячою або холодною стравою. Гарячий огірочник звичний для зимової пори, а холодник огірочник — в спеку.
В Росії часто використовують свіжі огірки.

## Приготування

### В Україні
Для приготування огірочника свинячі або яловичі кістки і серце (чи язик) зварити окремо до готовності. У киплячу проціджену юшку покласти нарізану часточками картоплю, і варити до напівготовності. Потім додати очищені від шкірки і припущені огірки, пасеровані (в маслі або огірковому відварі) й нарізані часточками, і варити до напівготовності або тушкувати окремо й потім додати. Огірки з тонкою шкіркою і дрібними зернами використовують неочищеними.
Слідом додати нарізані часточками пасеровані овочі (можна гриби), цибулю, нарізане шматочками варене серце (язик) (можна додавати вже у готову страву). Страву доварити. В різних рецептах лавровий лист, запашний перець, сіль кладуть разом з овочами або з борошном трохи пізніше.
За 10-15 хвилин до готовності додати борошно, підсмажене з жиром, огірковий прокип'ячений розсіл за смаком. Можна додати порізане листя шпинату або салату і варити 5 хвилин.

### В Росії
Доволі поширений холодний огірочник. Приготувати заздалегідь хлібний квас, охолодити. Картоплю відварити в лушпинні, очистити і гарненько розім'яти, розвести масу квасом. Свіжі огірки нарізати, зелень подрібнити. У тарілку викласти огірки, зелень, залити сумішшю картоплі і квасу, посолити і поперчити за смаком.

## Як подавати
При подачі в огірочник покласти сметану і розмішати, посипати зеленню. Або ж: Перед подаванням у тарілку кладуть варене серце (язик), нарізане скибочками, наливають огірочник, додають сметану, посипають подрібненою зеленню. В Росії додається відварене яйце.